# オリヴィア・ダボ
オリヴィア・ジェーン・ダボ（Olivia Jane d'Abo, 1969年1月22日 - ）は、イギリスの女優、シンガーソングライター。SF、アニメ、ホラー、ファンタジー、コメディなど幅広いジャンルのテレビ番組・映画で脇役をつとめ、音楽やミュージカルといった分野でも活動をしている。

## 略歴
モデルで女優の母マギーと、マンフレッド・マンのメンバーで歌手の父マイク・ダボのあいだに生まれ、兄弟は兄1人と弟妹3人を持っている。なお、映画『007 リビング・デイライツ』でカーラ・ミロヴィを演じたマリアム・ダボは父親のいとこにあたる。
映画デビュー作は『ボレロ 愛欲の日々』。撮影当時15歳だったダボがヌードシーンを披露したことから議論を呼び、第5回ゴールデンラズベリー賞で新人賞を受賞、助演女優賞のノミネートも受けた。以来これまでに多くの映画・テレビ番組へ出演しており、なかでもドラマ『素晴らしき日々』はダボの代表作になっている。本作でのカレン・アーノルド役は当たり役となって第4シーズンまでメインキャストとして出演した。
音楽活動においてはジュリアン・レノンの「ヘルプ・ユアセルフ」のバックコーラス、パトリック・レオナルドのプロデュースによるボン・ジョヴィのアルバム『ディス・レフト・フィールズ・ライト』に収められた「リヴィン・オン・ア・プレイヤー」アコースティック・デュエットバージョンに参加。ラウラ・パウジーニの「ラブ・カム・フロム・ザ・インサイド」では楽曲提供・バックコーラスをつとめた。また自身にとってのデビューアルバム『ノット・ティーヴィー』もリリースしている。2005年にはブロードウェイミュージカル『The Odd Couple』に出演し、マシュー・ブロデリック、ネイサン・レインらと共演した。

## 主な出演作品

### 映画
| 公開年 | 邦題 原題                                                             | 役名                           | 備考           |
| ------ | --------------------------------------------------------------------- | ------------------------------ | -------------- |
| 1984   | キング・オブ・デストロイヤー/コナンPART2 Conan the Destroyer          | ジェナ姫                       |                |
| 1984   | ボレロ 愛欲の日々 Bolero                                              | パオラ                         |                |
| 1986   | ドリーム・トゥ・ビリーヴ Flying                                       | ロビン・クルー                 |                |
| 1986   | 必殺コマンド Mission Kill                                             | 少女                           |                |
| 1986   | 奴らを2回黙らせろ! Bullies                                            | ベッキー                       |                |
| 1988   | ドライビング・アカデミー Crash Course                                 | マリア                         | テレビ映画     |
| 1988   | ウルフナイト/欲望伝説 Into the Fire                                   | リエッテ                       |                |
| 1989   | 宇宙への選択 Beyond the Stars                                         | マーラ・シモンズ               |                |
| 1990   | サイケデリック・タイム・トリップ The Spirit of '76                    | チャンネル6                    |                |
| 1993   | アサシン Point of No Return                                           | アンジェラ                     |                |
| 1993   | バンク・ラバー Bank Robber                                            | セリーナ                       |                |
| 1993   | ウェインズ・ワールド2 Wayne's World 2                                 | ベティ・ジョー                 |                |
| 1994   | 遺産相続は命がけ!? Greedy                                             | モリー・リチャードソン         |                |
| 1994   | 探偵ボーグ/わたし、忘れてます。 Clean Slate                           | ジュディ                       |                |
| 1995   | ビッグ・グリーン/でこぼこイレブン大旋風 The Big Green                 | ミス・アンナ・モンゴメリー     |                |
| 1995   | 彼女と僕のいた場所 Kicking and Screaming                              | ジェーン                       |                |
| 1995   | 青い体験 Live Nude Girls                                              | クリス                         |                |
| 1997   | ジャックの大災難 Dad's Week Off                                       | チェリス                       | テレビ映画     |
| 1998   | ベロシティ・オブ・ゲイリー The Velocity of Gary* *(Not His Real Name) | ヴェロニカ                     |                |
| 1999   | サッカー・ドッグ Soccer Dog: The Movie                                | エレナ                         |                |
| 2001   | バミューダ 呪われた財宝 The Triangle                                  | チャーリー・デュヴァル         | テレビ映画     |
| 2013   | パガニーニ 愛と狂気のヴァイオリニスト The Devil's Violinist           | プリムローズ・ブラックストーン |                |
| 2014   | スリーピング・ビューティー 眠れる森の美女と呪われた城 Sleeping Beauty | タンブリア女王（魔女）         | 日本劇場未公開 |
| 2018   | チェンジリング・シークレット Her Son's Secret                         | サラ                           |                |

### テレビシリーズ
| 放映年    | 邦題 原題                                               | 役名                                         | 備考                   |
| --------- | ------------------------------------------------------- | -------------------------------------------- | ---------------------- |
| 1988-1992 | 素晴らしき日々 The Wonder Years                         | カレン・アーノルド                           | 84エピソード           |
| 1992      | 新スタートレック Star Trek: The Next Generation         | アマンダ・ロジャース                         | 1エピソード            |
| 2001      | スピン・シティ Spin City                                | アリソン・ライト                             | 3エピソード            |
| 2001-2003 | The Legend of Tarzan                                    | ジェーン                                     | 36エピソードに声の出演 |
| 2002      | トワイライト・ゾーン The Twilight Zone                  | シャノン                                     | 2エピソード            |
| 2002-2008 | LAW & ORDER:犯罪心理捜査班 Law & Order: Criminal Intent | エリザベス・ヒッチェンズ／ニコール・ウォレス | 5エピソード            |
| 2007      | ユーリカ 〜事件です!カーター保安官〜 Eureka             | アビー・カーター                             | 2エピソード            |
| 2013      | 刑事ジョー パリ犯罪捜査班 Jo                            | マドレーヌ・ヘインズ                         | 1エピソード            |
| 2013      | エレメンタリー ホームズ&ワトソン in NY Elementary       | ナイジェラ・メイソン                         | シーズン2の1エピソード |

### テレビアニメ
- バットマン・ザ・フューチャー Batman Beyond （1999年 - 2000年）
- インベーダー・ジム Invader Zim （2002年、2004年）
- ジャスティス・リーグ Justice League（2002年、2004年）
- スター・ウォーズ/クローン・ウォーズ（テレビシリーズ） Star Wars: The Clone Wars （2008年） - ルミナーラ・アンドゥリィ

### アニメ映画
- 平成狸合戦ぽんぽこ Pom Poko （2005年、英語版吹替）

### ビデオアニメ
- ターザン&ジェーン Tarzan & Jane （2002年）
- アニマトリックス The Animatrix （2003年）
- アルティメット・アベンジャーズ Ultimate Avengers （2005年）
- アルティメット・アベンジャーズ2: ブラック・パンサー・ライジング Ultimate Avengers 2 （2006年）

### ゲーム
- メダル・オブ・オナー ヨーロッパ強襲 Medal of Honor: European Assault （2005年）